# Saint-Jean-des-Champs
Saint-Jean-des-Champs és un municipi francès situat al departament de la Manche i a la regió de Normandia. L'any 2007 tenia 1.279 habitants.

## Demografia

### Població
El 2007 la població de fet de Saint-Jean-des-Champs era de 1.279 persones. Hi havia 503 famílies de les quals 109 eren unipersonals (28 homes vivint sols i 81 dones vivint soles), 175 parelles sense fills, 191 parelles amb fills i 28 famílies monoparentals amb fills.
La població ha evolucionat segons el següent gràfic:
Habitants censats

### Habitatges
El 2007 hi havia 604 habitatges, 505 eren l'habitatge principal de la família, 76 eren segones residències i 24 estaven desocupats. 592 eren cases i 6 eren apartaments. Dels 505 habitatges principals, 397 estaven ocupats pels seus propietaris, 94 estaven llogats i ocupats pels llogaters i 13 estaven cedits a títol gratuït; 21 tenien dues cambres, 69 en tenien tres, 130 en tenien quatre i 284 en tenien cinc o més. 405 habitatges disposaven pel capbaix d'una plaça de pàrquing. A 216 habitatges hi havia un automòbil i a 249 n'hi havia dos o més.

### Piràmide de població
La piràmide de població per edats i sexe el 2009 era:
| Homes | Edats   | Dones |
| ----- | ------- | ----- |
| 0     | 95 o +  | 0     |
| 0     | 90 a 94 | 0     |
| 0     | 85 a 89 | 4     |
| 4     | 80 a 84 | 4     |
| 16    | 75 a 79 | 20    |
| 12    | 70 a 74 | 32    |
| 52    | 65 a 69 | 40    |
| 24    | 60 a 64 | 20    |
| 20    | 55 a 59 | 36    |
| 56    | 50 a 54 | 20    |
| 48    | 45 a 49 | 60    |
| 28    | 40 a 44 | 56    |
| 40    | 35 a 39 | 24    |
| 24    | 30 a 34 | 40    |
| 24    | 25 a 29 | 36    |
| 40    | 20 a 24 | 24    |
| 64    | 15 a 19 | 20    |
| 32    | 10 a 14 | 48    |
| 40    | 5 a 9   | 28    |
| 24    | 0 a 4   | 24    |

## Economia
El 2007 la població en edat de treballar era de 802 persones, 618 eren actives i 184 eren inactives. De les 618 persones actives 575 estaven ocupades (297 homes i 278 dones) i 42 estaven aturades (19 homes i 23 dones). De les 184 persones inactives 76 estaven jubilades, 58 estaven estudiant i 50 estaven classificades com a «altres inactius».

### Ingressos
El 2009 a Saint-Jean-des-Champs hi havia 528 unitats fiscals que integraven 1.350,5 persones, la mediana anual d'ingressos fiscals per persona era de 16.824 €.

### Activitats econòmiques
Dels 54 establiments que hi havia el 2007, 2 eren d'empreses alimentàries, 16 d'empreses de construcció, 8 d'empreses de comerç i reparació d'automòbils, 2 d'empreses de transport, 1 d'una empresa d'hostatgeria i restauració, 3 d'empreses d'informació i comunicació, 4 d'empreses financeres, 2 d'empreses immobiliàries, 3 d'empreses de serveis, 10 d'entitats de l'administració pública i 3 d'empreses classificades com a «altres activitats de serveis».
Dels 17 establiments de servei als particulars que hi havia el 2009, 1 era una oficina bancària, 2 tallers de reparació d'automòbils i de material agrícola, 2 paletes, 2 guixaires pintors, 2 fusteries, 5 lampisteries, 1 electricista, 1 perruqueria i 1 restaurant.
L'únic establiment comercial que hi havia el 2009 era una fleca.
L'any 2000 a Saint-Jean-des-Champs hi havia 65 explotacions agrícoles que ocupaven un total de 1.519 hectàrees.

## Equipaments sanitaris i escolars
L'únic equipament sanitari que hi havia el 2009 era una farmàcia.
El 2009 hi havia una escola elemental.

## Poblacions més properes
El següent diagrama mostra les poblacions més properes.